# Розін Іван Мойсейович
Іван Мойсейович Розін (нар. 28 лютого 1978, Харків, Українська РСР) — український актор театру, кіно та дубляжу, музикант, засновник та вокаліст музичного гурту «Gouache» (2006—2012), з 2013 року групи «US». Офіційний голос Леонардо Ді Капріо та Раяна Ґослінґа.

## Біографія
Народився 28 лютого 1978 року у Харкові. Навчався в спеціалізованій музичній школі по класу фортепіано.

### Освіта
Закінчив Харківський національний університет мистецтв імені Івана Котляревського (навчався спочатку у консерваторії, потім перейшов на театральний факультет).
Отримавши акторську освіту, кілька років був актором Донецького національного академічного українського музично-драматичного театру.
Пізніше працював у Київському академічному театрі драми і комедії на лівому березі Дніпра та у Національному академічному театрі російської драми імені Лесі Українки.

### Кар'єра
Знявся в рекламі сухариків, був голосом оператора «JEANS» та «TUBORG», зіграв одну з головних ролей у фільмі «Братство» (2005) українського режисера Станіслава Клименка.
Озвучував українською мовою ролі у фільмах «Мулен Руж», «Бі Муві: Медова змова», «Шрек III», «Сімпсони у кіно», «101 далматинець». Його голосом на українських екранах розмовляють Леонардо Ді Капріо, Кріс Пайн, Джонні Депп та Кілліан Мерфі.
Окрім акторської кар'єри займається музичною творчістю. Виступав, як аранжувальник пісень відомих українських співачок Наталі Могилевської та Світлани Лободи.

### Родина
Мати — викладач італійської та французької мов. Батько — Мойсей Якович Розін, професор, театральний педагог, фахівець у сфері пластики, сценічного руху, сценічного бою та фехтування (1932—2015).
Має дружину Ганну, сина Олексія та доньку Катерину.

## Фільмографія
- «Тарас Шевченко. Заповіт» (1992—1997)
- «Братство» (2005)
- «Колишня» (2007)
- «Бідна Liz» (2013)
- «Коли ми вдома» (2014) (композитор)
- «Клара та чарівний дракон» (2019) (композитор)
- «Сага» (2020)
- «Слоуни» (2021)

## Дублювання фільмів
- Наполеон (2023) — (дубляж студії «Le Doyen»)
- Вбивці квіткової повні (2023) — Ернест (дубляж студії «Le Doyen»)
- Плазуни (2023) — Вілл Ґрейді (дубляж студії «Постмодерн»)
- Лебідь (2023) — Пітер Вотсон (дубляж студії «Le Doyen»)
- Місія Стоун (2023) — Паркер (дубляж студії «Le Doyen»)
- Барбі — Кен (дубляж студії «Постмодерн»)
- Роберт Оппенгеймер — Оппенгеймер (дубляж студії «Le Doyen»)
- Гламур (2023) — Серена (дубляж студії «Постмодерн»)
- За океан (2023) — (дубляж студії «Le Doyen»)
- Підземелля і дракони: Честь злодіїв (2023) — Едґін (дубляж студії «Le Doyen»)
- До тебе чи до мене (2023) — Пітер (дубляж студії «Le Doyen»)
- Відьмак: Кровне походження (2022) — Ередін (дубляж студії «Постмодерн»)
- Аватар: Шлях води (2022) — (дубляж студії «Постмодерн»)
- Вищий пілотаж (2022) — (дубляж студії «ААА-sound»)
- Ножі наголо: Скляна цибуля (2022) — (дубляж студії «Постмодерн»)
- 1899 (2022) — Айк (дубляж студії «Le Doyen»)
- Покерфейс (2022) — (дубляж студії «ААА-sound»)
- Пекельна безодня (2022) — Марек (дубляж студії «Постмодерн»)
- Атака на Париж (2022) — (дубляж студії «ААА-sound»)
- Royalteen: Спадкоємець (2022) — Уве (дубляж студії «Le Doyen»)
- Пісочний чоловік (2022) — Буґімен (серія 9), Річард Медок (серія 11) (дубляж студії «Le Doyen»)
- Сіра людина (2022) — Кортленд Джентрі (дубляж студії «Le Doyen»)
- Тор: Любов і грім (2022) — (дубляж студії «Le Doyen»)
- Елвіс (2022) — (дубляж студії «Постмодерн»)
- Кінґс Мен (2021) — Мортон (дубляж студії «Постмодерн»)
- Матриця: Воскресіння (2021) — Психоаналітик (дубляж студії «Постмодерн»)
- Ненаситний (2021) — Френк Вівер (дубляж студії «Постмодерн»)
- Хороший, поганий, коп (2021) — (дубляж студії «ААА-sound»)
- Вулиця страху, Частина перша: 1994 (2021) — (дубляж студії «Постмодерн»)
- Диво-жінка 1984 (2020) — Стів (дубляж студії «Постмодерн»)
- Амоніт (2020) — Джеймс МакАрдл (дубляж студії «Le Doyen»)
- Тост (2020) — (дубляж студії «ААА-sound»)
- Тенет (2020) — Роберт Паттінсон (дубляж студії «Постмодерн»)
- Поклик пращурів (2020) — Хел (дубляж студії «Постмодерн»)
- Хижі пташки (та фантастична Харлі Квін) (2020) — Чорна Маска (дубляж студії «Постмодерн»)
- Захар Беркут (2019) — Максим (дубляж студії «Постмодерн»)
- Зоряні війни: Скайвокер. Сходження (2019) — Генерал Хакс (дубляж студії «Le Doyen»)
- Одного разу в Голлівуді (2019) — Рік Далтон (дубляж студії «Le Doyen»)
- Король Лев (2019) — Сімба (дубляж студії «Le Doyen»)
- Ібіца (2019) — (дубляж студії «ААА-sound»)
- План втечі 3 (2019) — (дубляж студії «ААА-sound»)
- Корупція (2019) — (дубляж студії «ААА-sound»)
- Танцюй серцем (2019) — (дубляж студії «ААА-sound»)
- Біллі Кід (2019) — (дубляж студії «ААА-sound»)
- Ласкаво просимо до Акапулько (2019) — (дубляж студії «ААА-sound»)
- Смерть та життя Джона Ф. Донована (2019) — (дубляж студії «ААА-sound»)
- Капітан Марвел (2019) — (дубляж студії «Le Doyen»)
- Поклик вовка (2019) — (дубляж студії «ААА-sound»)
- Аквамен (2018) — Король Орм (дубляж студії «Постмодерн»)
- Фантастичні звірі: Злочини Ґріндельвальда (2018) — Дамблдор (дубляж студії «Постмодерн»)
- Вдови (2018) — Девід (дубляж студії «Постмодерн»)
- Ненависть, яку ви породжуєте (2018) — Коп 115 (дубляж студії «Постмодерн»)
- Привиди будинку на пагорбі (2018) — Стівен (дубляж студії «Le Doyen»)
- Перша людина (2018) — Ніл Армстронґ (дубляж студії «Le Doyen»)
- Погані часи у «Ель Роялі» (2018) — Баді (дубляж студії «Постмодерн»)
- Абсолютно нові пригоди Аладдіна (2018) — (дубляж студії «ААА-sound»)
- На висоті (2018) — (дубляж студії «ААА-sound»)
- Нація убивць (2018) — (дубляж студії «ААА-sound»)
- Народження зірки (2018) — (дубляж студії «Постмодерн»)
- М'ята (2018) — (дубляж студії «ААА-sound»)
- Рідня (2018) — (дубляж студії «ААА-sound»)
- Темні уми (2018) — Кленсі Ґрей (дубляж студії «Постмодерн»)
- Крістофер Робін (2018) — Крістофер Робін (дубляж студії «Le Doyen»)
- Клуб молодих мільярдерів (2018) — (дубляж студії «ААА-sound»)
- Зої (2018) — (дубляж студії «ААА-sound»)
- Сікаріо 2 (2018) — (дубляж студії «ААА-sound»)
- Офісний розковбас (2018) — (дубляж студії «ААА-sound»)
- Операція Ентеббе (фільм)|Операція Ентеббе (2018) — (дубляж студії «ААА-sound»)
- Складки часу (2018) — Пан Мурі (дубляж студії «Le Doyen»)
- Розкрадачка гробниць: Лара Крофт (2018) — Лю Рен (дубляж студії «Постмодерн»)
- Погоня за ураганом (2018) — (дубляж студії «ААА-sound»)
- Пасажир (2018) — (дубляж студії «ААА-sound»)
- Зменшення (2017) — (дубляж студії «Le Doyen»)
- Зоряні війни: Останні джедаї (2017) — Генерал Хакс (дубляж студії «Le Doyen»)
- Санта і компанія (2017) — (дубляж студії «ААА-sound»)
- Одружись зі мною, чувак (2017) — (дубляж студії «ААА-sound»)
- Дихай (2017) — (дубляж студії «ААА-sound»)
- Той, хто біжить по лезу 2049 (2017) — Раян Ґослінґ (дубляж студії «Le Doyen»)
- Метелик (2017) — (дубляж студії «ААА-sound»)
- Шибайголови (2017) — (дубляж студії «ААА-sound»)
- Сім сестер (2017) — (дубляж студії «ААА-sound»)
- Тілоохоронець кілера (2017) — (дубляж студії «ААА-sound»)
- Дюнкерк (2017) — Тремтячий солдат (дубляж студії «Постмодерн»)
- Тюльпанова лихоманка (2017) — (дубляж студії «ААА-sound»)
- Джунглі (2017) — (дубляж студії «ААА-sound»)
- Овердрайв (2017) — (дубляж студії «ААА-sound»)
- Диво-Жінка (2017) — Стів (дубляж студії «Постмодерн»)
- Чужий: Заповіт (2017) — Бренсон (дубляж студії «Постмодерн»)
- Таємний агент (2017) — (дубляж студії «ААА-sound»)
- Красуня і чудовисько (2017) — Люм'єр (дубляж студії «Le Doyen»)
- Чому він? (2016) — Лаерд Мейхью (дубляж студії «Постмодерн»)
- Ла-Ла Ленд (2016) — Себастіан (дубляж студії «Pie Post Production»)
- Ваяна (2016) — (дубляж студії «Le Doyen»)
- Стартрек: За межами Всесвіту (2016) — (дубляж студії «Постмодерн»)
- Півтора шпигуна (2016) — Філ (дубляж студії «Le Doyen»)
- Warcraft: Початок (2016) — (дубляж студії «Le Doyen»)
- Вулиця Монстро, 10 (2016) — Еммет (дубляж студії «Le Doyen»)
- Проти шторму (2016) — Берні Вебер (дубляж студії «Le Doyen»)
- Зоряні війни: Пробудження Сили (2015) — Генерал Хакс (дубляж студії «Le Doyen»)
- Гра на пониження (2015) — Джаред Венетт (дубляж студії «Le Doyen»)
- У серці моря (2015) — Метью Джой (дубляж студії «Постмодерн»)
- Віктор Франкенштейн (2015) — Віктор Франкенштейн (дубляж студії «Le Doyen»)
- Паранормальне явище: Примарний світ — Раян (дубляж студії «Le Doyen»)
- Чорна меса (2015) — (дубляж студії «Постмодерн»)
- Шпигунка (2015) — Бредлі Файний (дубляж студії «Постмодерн»)
- Фокус (2015) — (дубляж студії «Постмодерн»)
- Піднесення Юпітер (2015) — (дубляж студії «Постмодерн»)
- У темному-темному лісі (2014) — Принц Попелюшки (дубляж студії «Le Doyen»)
- Гобіт: Битва п'яти воїнств (2014) — Орландо Блум / Леґолас (дубляж студії «Постмодерн»)
- Інтерстеллар (2014) — (дубляж студії «Постмодерн»)
- Лють (2014) — (дубляж студії «Le Doyen»)
- Анабель (2014) — (дубляж студії «Постмодерн»)
- Дракула. Невідома історія (2014) — Домінік Купер (дубляж студії «Le Doyen»)
- Мільйон способів втратити голову (2014) — Фой (дубляж студії «Le Doyen»)
- Маппети 2 (2014) — Керміт / Константин (дубляж студії «Le Doyen»)
- Готель «Гранд Будапешт» (2014) — Молодий автор (дубляж студії «Постмодерн»)
- Джек Раян: Теорія хаосу (2014) — Джек Раян (дубляж студії «Le Doyen»)
- Гобіт: Пустка Смога (2013) — Леґолас (дубляж студії «Постмодерн» для студії 1+1)
- Сліпа удача (2013) — Річі (дубляж студії «Le Doyen»)
- Тихоокеанський рубіж (2013) — (дубляж студії «Постмодерн»)
- Похмілля: Частина III (2013) — (дубляж студії «Постмодерн»)
- Великий Гетсбі (2013) — Джей Ґетсбі (дубляж студії «Постмодерн»)
- Стартрек: Відплата (2013) — Кірк (дубляж студії «Le Doyen»)
- Джанґо вільний (2012) — Леонардо ДіКапріо (дубляж студії «Le Doyen»)
- Знедолені (2012) — (дубляж студії «Le Doyen»)
- Гобіт: Несподівана подорож (2012) — Ліндір (дубляж студії «Постмодерн» для студії 1+1)
- Рок на віки (2012) — (дубляж студії «Постмодерн»)
- Американський пиріг: Знову разом (2012) — Кевін (дубляж студії «Le Doyen»)
- Любий друг (2012) — Роберт Патісон (дубляж студії «Le Doyen»)
- Контрабанда (2012) — (дубляж студії «Le Doyen»)
- Старий Новий рік (2011) — Ренді (дубляж студії «Постмодерн»)
- Хранитель часу (2011) — Джуд Лоу (дубляж студії «Le Doyen»)
- Маппет-шоу (2011) — Керміт (дубляж студії «Le Doyen»)
- Джек і Джилл (2011) — (дубляж студії «Le Doyen»)
- Анонім (2011) — (дубляж студії «Le Doyen»)
- Зараза (2011) — Джуд Лоу (дубляж студії «Постмодерн»)
- Прислуга (2011) — (дубляж студії «Le Doyen»)
- Друзі по сексу (2011) — Ділан Гарпер (дубляж студії «Le Doyen»)
- Похмілля-2: з Вегаса до Бангкока (2011) — Даґ (дубляж студії «Постмодерн»)
- Училка (2011) — Джастін Тімберлейк (дубляж студії «Le Doyen»)
- Форсаж 5: Пограбування в Ріо (2011) — Сунґ Канґ (дубляж студії «Le Doyen»)
- Оселя зла: Потойбічне життя (2010) — Вентвор Міллер/Кріс Редфілд (дубляж студії «Le Doyen»)
- Початок (2010) — Леонардо ДіКапріо / Коб (дубляж студії «CineType»)
- Учень чаклуна (2010) — Дрейф Стоун (дубляж студії «Le Doyen»)
- Одного разу в Римі (2010) — Ленс (дубляж студії «Le Doyen»)
- Шерлок Голмс (2009) — Енді Марсан / Інспектор Лестрейд (дубляж студії «CineType»)
- Старі пси (2009) — Сет Ґрін / Крейґ (дубляж студії «Le Doyen»)
- Сурогати (2009) — Клон Картнера (дубляж студії «Le Doyen»)
- Зоряний шлях (2009) — Кірк (дубляж студії «Le Doyen»)
- Форсаж 4 (2009) — Сунґ Канґ / Ган (дубляж студії «Le Doyen»)
- П'ятниця 13-те (2009) — (дубляж студії «Le Doyen»)
- Обіцяти - ще не одружитись (2009) — Джастін Лонґ / Алекс (дубляж студії «CineType»)
- Казки на ніч (2008) — Рассел Бренд / Мікі (дубляж студії «Le Doyen»)
- Життя спочатку (2008) — Френк (дубляж студії «Le Doyen»)
- Тіло брехні (2008) — Роджер Ферріс (дубляж студії «CineType»)
- Орлиний зір (2008) — Шая ЛаБеф / Джеррі Шоу (дубляж студії «Le Doyen»)
- Грім у тропіках (2008) — Брендан Т. Джексон / Альпа Чіно (дубляж студії «Le Doyen»)
- Темний лицар (2008) — Аарон Екгарт / Гарві Дент (дубляж студії «CineType»)
- Не займайте Зохана (2008) — Ідо Мосері (дубляж студії «Невафільм»)
- Індіана Джонс і королівство кришталевого черепа (2008) — Шая ЛаБеф (дубляж студії «Постмодерн»)
- Двадцять одне (2008) — (дубляж студії «Невафільм»)
- 10 000 років до нашої ери (2008) — (дубляж студії «CineType»)
- Золото дурнів (2008) — Метью МакКонаґю / Фін (дубляж студії «CineType»)
- Зачарована (2007) — виконавець пісні «Пісня чарівна», «Як знати її» (дубляж студії «Невафільм»)
- Дівчина моїх кошмарів (2007) — (дубляж студії «Постмодерн»)
- Трансформери (2007) — (дубляж студії «Постмодерн»)
- Фантастична четвірка 2: Вторгнення Срібного серфера (2007) — Джонні (дубляж студії «Central Production International Group»)
- Відпочинок за обміном (2006) — Едвард Бернс/Ітан (дубляж студії «Pteroduction Sound»)
- Диявол носить «Прада» (2006) — (дубляж студії «Невафільм»)
- Зоряні війни: Помста ситхів (2005) — Обі-Ван Кенобі (дубляж студії «Le Doyen»)
- Голова в хмарах (2004) — (дубляж студії «Pteroduction Sound»)
- Зоряні війни: Атака клонів (2002) — Обі-Ван Кенобі (дубляж студії «Le Doyen»)
- Мулен Руж (2001) — Крістіан (дубляж студії «Pteroduction Sound»)
- Зоряні війни: Прихована загроза (1999) — Обі-Ван Кенобі (дубляж студії «Le Doyen»)
- Маппети. Острів скарбів (1996) — (дубляж студії «Le Doyen»)
- Різдвяна пісня Маппетів (1992) — (дубляж студії «Le Doyen»)

## Озвучення мультфільмів
- Випромінюй позитив (1947) — Бонґо (дубляж студії «Le Doyen»)
- Леді та Блудько (1955) — Волоцюга (дубляж студії «Le Doyen»)
- 101 далматинець (1961) — Понго (дубляж студії «AdiozProduction studio»)
- Повернення Джафара (1994) — Адділан (дубляж студії «Le Doyen»)
- Король Лев (1994) — Сімба (дубляж студії «Le Doyen»)
- Аладдін і король розбійників (1996) — Адділан (дубляж студії «Le Doyen»)
- Покахонтас 2: Подорож у Новий Світ (1998) — Джон Рольфі (дубляж студії «Le Doyen»)
- Король Лев 2: Гордість Сімби (1998) — Сімба (дубляж студії «Le Doyen»)
- Леді та Блудько 2 (2001) — Волоцюга (дубляж студії «Le Doyen»)
- 101 Далматинець 2: Пригоди Патча в Лондоні (2003) — Понґо (дубляж студії «Le Doyen»)
- Братик ведмедик (фільм) (2003) — Кінай (дубляж студії «Невафільм»)
- Король Лев 3: Акуна Матата (2004) — Сімба (дубляж студії «Le Doyen»)
- Братик ведмедик 2 (2006) — Кінай (дубляж студії «Le Doyen»)
- Змивайся (2006) — Роді (дубляж студії «Pteroduction Sound»)
- Веселі ніжки (2006) — Мамбл дорослий
- Секрет Робінсонів (2007) — Френкі (Діалог) (дубляж студії «Невафільм»)
- Шрек Третій  (2007) — Принц Прекрасний (дубляж студії «Постмодерн»)
- Сімпсони у кіно (2007) — Френк (дубляж студії «Постмодерн»)
- ВОЛЛ-І (2008) — Мо (дубляж студії «Невафільм»)
- Зоряні війни: Війна клонів (2008) — Обі-Ван (дубляж студії «Le Doyen»)
- Феї (2008) — Бобл (дубляж студії «Невафільм»)
- Бригада М (2009) — Марсі (дубляж студії «Le Doyen»)
- Феї: Загублений Скарб (2009) — (дубляж студії «Le Doyen»)
- Легенди нічної варти  (2010) — Клад (дубляж студії «CineType»)
- Феї: Фантастичний порятунок (2010) — Бобл (дубляж студії «Le Doyen»)
- Джейк і пірати з Небувалії (2011—2016) — Піратський Джин (дубляж студії «Le Doyen»)
- Веселі ніжки 2 (2011) — Мамбл (дубляж студії «Постмодерн»)
- Маппет-шоу (2011) — Керміт (дубляж студії «Le Doyen»)
- Лоракс (2012) — Одноразник (дубляж студії «Le Doyen»)
- Феї: Таємниця магічних крил (2012) — Бобл (дубляж студії «Le Doyen»)
- Вартові легенд (2012) — Морок (дубляж студії «Le Doyen»)
- Феї: Таємниця Піратського Острова (2013) — Бобл (дубляж студії «Le Doyen»)
- Lego Фільм (2014) — (дубляж студії «Постмодерн»)
- Ріо 2 (2014) — Роберто (дубляж студії «Постмодерн»)
- Книга життя (2014) — Маноло (дубляж студії «Постмодерн»)
- Ваяна (2016) — (дубляж студії «Le Doyen»)
- My Little Pony у кіно (2017) — Хитрий Хвіст (дубляж студії «Pie Post Production»)
- Острів собак (2018) — Рекс (дубляж студії «Постмодерн»)
- Астерікс і таємне зілля (2018) — (дубляж студії «Постмодерн»)
- Еліот — найменше оленя Санти (2018) — (дубляж студії «ААА-sound»)
- Людина-павук: Навколо всесвіту (2018) — (дубляж студії «Le Doyen»)
- Lego Фільм 2 (2019) — (дубляж студії «Постмодерн»)
- Щуролов (2023) — Клод (дубляж студії «Le Doyen»)
- Втеча з курника: Світанок наґґетсів (2023) — (дубляж студії «Le Doyen»)

## Озвучення серіалів та мультсеріалів
- Аладдін (1994—1995) — Адділан (дубляж студії «Le Doyen»)
- Джейк і пірати з Небувалії (2011—2016) — Піратський Джин (дубляж студії «Le Doyen»)
- Чорне дзеркало (2011—) — Джонас, Еш, Конор, Біллі, Тод (дубляж студії «Постмодерн»)
- 13 причин чому (2017—2020) — Денніс (сезони 2-3), Сет (сезон 3) (дубляж студії «Постмодерн»)
- Вампірина (2017—) — Борис (дубляж студії «Le Doyen»)
- Видозмінений вуглець (2018—2020) — Ковач Перший (дубляж студії «Le Doyen»)
- Привиди будинку на пагорбі (2018) — Стівен (дубляж студії «Le Doyen»)
- Відьмак (2019—) — Рієнс (дубляж студії «Постмодерн»)
- Тендітні створіння (2020) — Рамон (дубляж студії «Le Doyen»)
- Ляльковий будиночок Ґаббі (2021—) — Шкодокіт (дубляж студії «Постмодерн»)
- Провулок Світлячків (2021—) — Макс (дубляж студії «Постмодерн»)
- Вікінґи. Вальгалла (2022—) — Гарекр (дубляж студії «Le Doyen»)
- Бебі Бос: Назад до колиски (2022—) — Бенджі (сезон 2) (дубляж студії «Постмодерн»)
- Пісочний чоловік (2022) — Буґімен (серія 9), Річард Медок (серія 11) (дубляж студії «Le Doyen»)
- 1899 (2022) — Айк (дубляж студії «Le Doyen»)
- Відьмак: Кровне походження (2022) — Ередін (дубляж студії «Постмодерн»)
- За океан (2023) — (дубляж студії «Le Doyen»)
- Гламур (2023) — Серена (серії 5-6) (дубляж студії «Постмодерн»)